# Daniel Myśliwiec
Daniel Myśliwiec (ur. 19 listopada 1985 w Jaśle) – polski piłkarz i trener piłkarski.

## Życiorys
Występował jako środkowy obrońca w zespole Czarnych Jasło. W 2009 po ukończeniu studiów w Krakowie, został grającym trenerem występującego w A klasie zespołu Strzelec Frysztak, z którym w sezonie 2009/2010 wygrał rozgrywki i awansował do ligi okręgowej. Pracę w klubie łączył z etatem w miejscowym Gminnym Ośrodku Sportu i Rekreacji. W grudniu 2010 po pierwszej rundzie sezonu 2010/2011 zrezygnował z funkcji trenera zespołu zajmującego wówczas 11. miejsce w lidze. Następnie odbył staż trenerski w akademii Escola Varsovia, a w 2011 został trenerem w akademii Legii Warszawa. W 2016 został analitykiem w sztabie pierwszej drużyny Legii Warszawa. Współpracował z Besnikiem Hasim, Jackiem Magierą i Aleksandarem Vukovicem. Drużyna w tym czasie zdobyła mistrzostwo Polski (2016/2017), a także występowała w fazie grupowej Ligi Mistrzów UEFA oraz w 1/16 finału Ligi Europy UEFA. W sezonie 2017/2018 dołączył do sztabu szkoleniowego pierwszoligowego Górnika Łęczna, gdzie pracował w zespołach Tomasza Kafarskiego, Sławomira Nazaruka i Bogusława Baniaka. Zespół zanotował wówczas spadek do II ligi. Następnie przeniósł się do Chojniczanki Chojnice gdzie pracował jako asystent w sztabach trenerskich Przemysława Cecherza i Macieja Bartoszka.  
W 2019 jako pierwszy trener objął trzecioligową drużynę Lechii Tomaszów Mazowiecki. Po rundzie wiosennej (drużyna zajmowała 3. miejsce w lidze), przeniósł się do Arki Gdynia, gdzie rozpoczął pracę jako asystent trenera Jacka Zielińskiego, a po czterech miesiącach powrócił na stanowisko pierwszego trenera Lechii Tomaszów Mazowiecki. Poprowadził zespół w pięciu kolejnych spotkaniach, natomiast pracę zakończył w 2020 w momencie przerwania rozgrywek wywołanego wybuchem pandemii COVID-19. Następnie w pierwszej rundzie sezonu 2020/2021 był pierwszym trenerem występującej w III lidze Wólczanki Wólka Pełkińska. Z tym zespołem awansował do finału Pucharu Polski w okręgu podkarpackim.  
W 2020 przed rundą rewanżową sezonu 2020/2021 został trenerem drugoligowej Stali Rzeszów. Zespół zakończył sezon na 10. pozycji. W sezonie 2021/2022 wygrał z drużyną rozgrywki II ligi polskiej i awansował z klubem do I ligi. Dla klubu był to powrót na drugi poziom rozgrywkowy po 18 latach. W 2022 uzyskał licencję trenerską UEFA Pro. W sezonie 2022/2023 jego drużyna zajęła 6. miejsce w I lidze gwarantujące udział w barażach o grę w Ekstraklasie. W barażowym półfinale Stal uległa 0:2 Termalice Bruk-Bet Nieciecza, a Daniel Myśliwiec po sezonie odszedł z klubu.  
5 września 2023 został trenerem występującego w Ekstraklasie Widzewa Łódź. W sezonie 2023/2024 zajął z zespołem 9. miejsce w lidze i dotarł do ćwierćfinału Pucharu Polski. 24 lutego 2025 po domowej porażce 0:4 z Pogonią Szczecin został zwolniony. Widzew zajmował wówczas 12. miejsce w tabeli Ekstraklasy w sezonie 2024/2025.   